# Jacques Favre
Pour les articles homonymes, voir Favre.

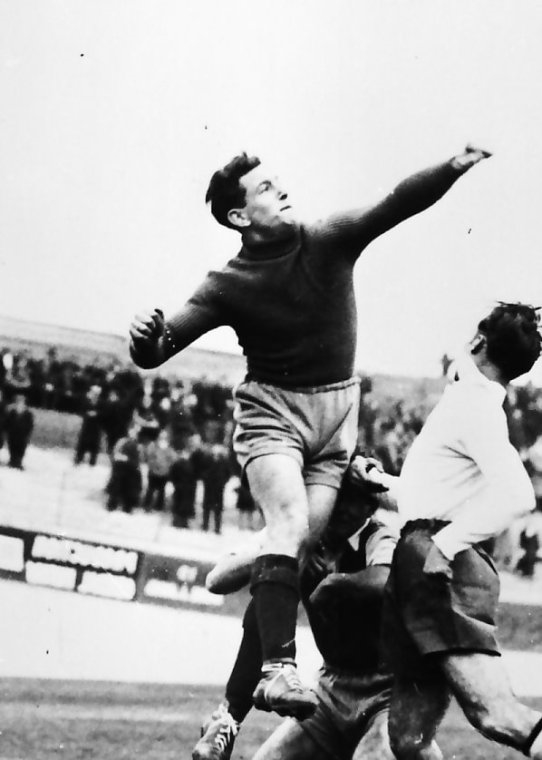
Le gardien de but Jacques Favre

Jacques Favre est un footballeur et entraîneur français né le 6 mai 1921 à Laon, décédé le 8 mai 2008 à Mutzig à 87 ans,. Il évoluait au poste de gardien de but.

## Biographie
Jacques Favre joue à Reims dès la saison 1939-1940. Pendant l'Occupation, il profite du départ du gardien Emile Vovard à Saint-Etienne pour s'imposer en tant que gardien numéro 1 du club champenois. Devenu titulaire indiscutable dans les cages rémoises, il remporte le championnat de France de Zone Occupée en 1942. L'année suivante, le régime de Vichy ayant décidé d'interdire aux clubs d'utiliser des joueurs professionnels, il est sélectionné au sein de l'équipe Fédérale Reims Champagne nouvellement créée par le régime. Au sein de ces équipes, les anciens joueurs professionnels deviennent des moniteurs-joueurs : ils sont rétribués par l'Etat  et doivent donner des cours d'éducation physique au sein d'établissements scolaires. Avec l'EF Reims-Champagne, Jacques Favre se qualifie pour la finale de la Coupe de France 1943-1944. Il ne dispute toutefois pas ce match, le gardien Alfred Dambach lui étant préféré. Avec la chute de Vichy à l'été 1944, les équipes fédérales sont supprimées et les clubs ont de nouveau le droit d'employer des joueurs professionnels. Favre retourne donc au Stade de Reims où il restera jusqu'en 1948, date de son départ à l'OGC Nice. Après une saison en Côte d'Azur, il rejoint finalement le FC Nancy où il termine sa carrière en 1954.
Référence à son poste dans les années 1940, Jacques Favre fut appelé à 12 reprises en Equipe de France. Toutefois, barré par la concurrence de Julien Darui et René Vignal, il reste cantonné au rôle de deuxième gardien.
En 1953-1954, Il devient entraîneur-joueur du FC Nancy avant de se tourner définitivement vers une carrière d'entraîneur à partir de 1954. Après Nancy, il entraînera le FC Metz à trois reprises mais également Angoulême et Boulogne-sur-Mer. Il devient ensuite Conseiller technique régional de la Ligue de Lorraine de football.

## Carrière
- 1939-1943 : Stade de Reims ( France)
- 1943-1944 : Equipe Fédérale Reims Champagne ( France)
- 1944-1948 : Stade de Reims (France)
- 1948-1949 : OGC Nice ( France)
- 1949-1954 : FC Nancy ( France)

## Palmarès
- Champion de France Zone Occupée en 1942 avec le Stade de Reims.
- Finaliste de la Coupe de France Zone Occupée en 1942 avec le Stade de Reims.
- Finaliste de la Coupe de France en 1944 avec l'Equipe Fédérale Reims Champagne
- Vice-Champion de France en 1947 avec le Stade de Reims.
- Finaliste de la Coupe de France en 1953 avec le FC Nancy.

## Parcours d'entraîneur
- 1953-1955 : FC Nancy ( France)
- 1955-1958 : FC Metz ( France)
- 1959-1960 : KAA La Gantoise ( Belgique)
- 1962-1963 : CO Roubaix-Tourcoing ( France)
- 1963-1966 : FC Metz ( France)
- 1966-1968 : AS Angoulême ( France)
- 1970-1971 : AS Nancy-Lorraine ( France) (entraîneur-adjoint)
- 1971-décembre 1971 : FC Metz ( France)
- 1973-1974: US Boulogne ( France)

## Sources
1. ↑  https://deces.matchid.io/search?q=JACQUES+FAVRE
2. ↑  L'Est républicain, vendredi 9 mai 2008.
3. ↑  Décès de Jacques Favre in L'Équipe, dimanche 11 mai 2008, page 9.
4. ↑  .Grégoire-Boutreau Pascal, Verbicaro Tony, Stade de Reims une histoire sans fin, éditions des Cahiers intempestifs-Stade de Reims, 2001 (cf. page 248)